# Livro de Malaquias

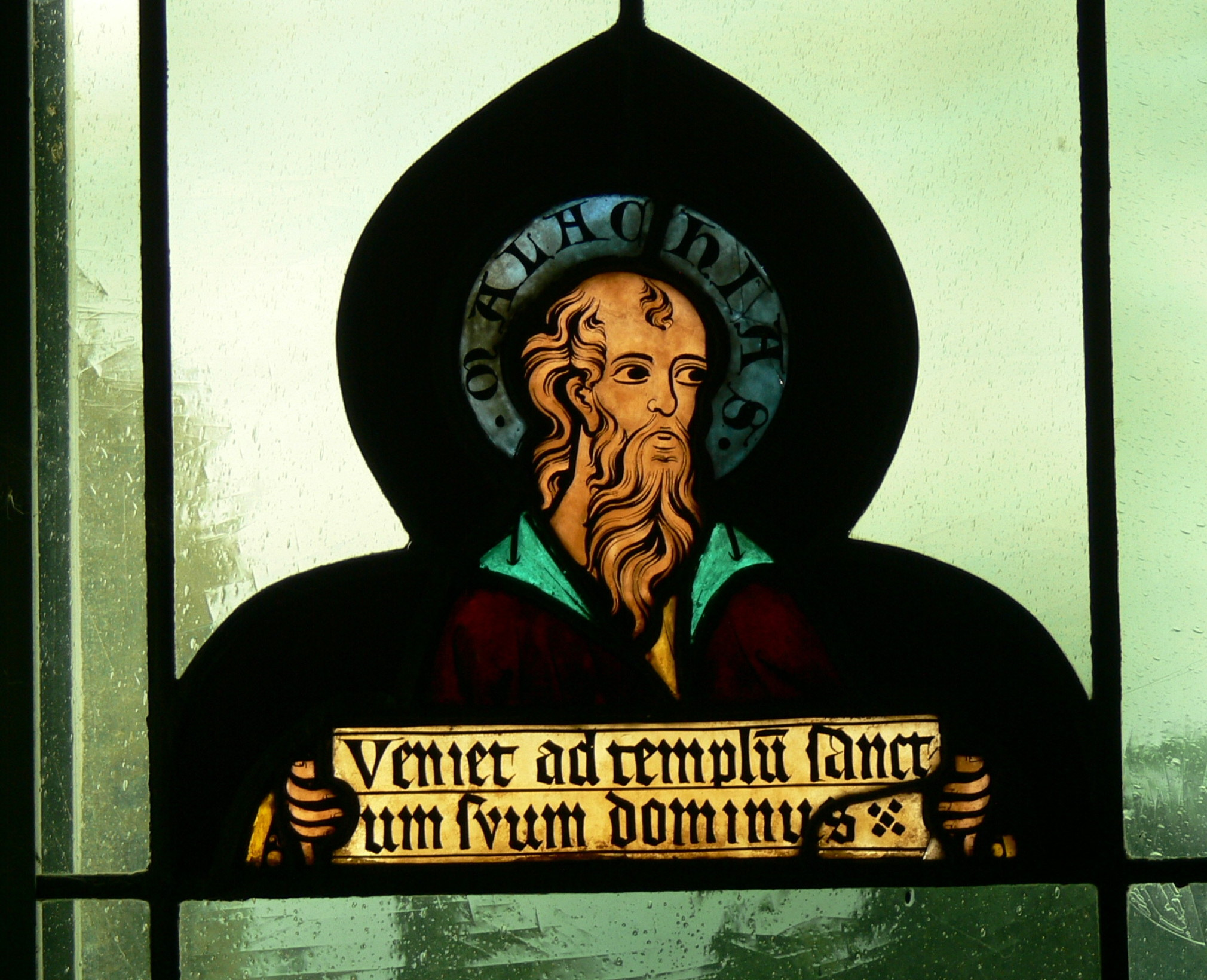
Basílica de São Lourenço: vitrais góticos mostrando o profeta Malaquias e citação de seu livro. “Virá ao seu santo templo o Senhor”, Malaquias 3,1. Em latim. Enns, Alta Áustria, 1330.

O Livro de Malaquias é um livro profético que faz descrições que mostram a necessidade de reformas antes da vinda do Messias. Por ser um livro curto e de acordo com a catalogação, Malaquias é o último dos profetas menores, tendo sido escrito por volta do ano 430 a.C., sendo que seu nome não é citado em mais nenhum livro da Bíblia.
O profeta Malaquias foi contemporâneo de Esdras e Neemias, no período após o exílio do povo judeu na Babilônia em que os muros de Jerusalém tinham sido já reconstruídos em 445 a.C., sendo necessário conduzir os israelitas da apatia religiosa aos princípios da lei mosaica.
Os temas tratados na obra seriam o amor de Deus, o pecado dos sacerdotes, o pecado do povo e a vinda do Senhor.
Nas últimas linhas deste livro do Antigo Testamento bíblico, vemos uma exortação de Deus às famílias: "converter o coração dos pais aos filhos e dos filhos aos seus pais". No término do livro de Malaquias convida-se ao arrependimento da família como alicerce da sociedade.
Outro tema tratado no livro de Malaquias refere-se às ofertas e aos dízimos, nos versos de 7 a 12 do capítulo 3, passagem esta muito utilizada com o objetivo de se justificar com amparo bíblico a contribuição da suas primícias (1/10), Provérbios 3,9-10, a primeira parte da renda dos fiéis de uma organização religiosa.
Embora o dízimo tenha sido reconhecido desde a época de Moisés, nos dias de Malaquias os sacerdotes do templo recolhiam as ofertas e não repassavam para os levitas, para que eles pudessem utilizá-las para cuidar dos próprios levitas, dos órfãos, das viúvas e viajantes. Isso fez com que o profeta (Malaquias) iniciasse uma advertência a todos sobre o roubo do dízimo: "Com maldição sois amaldiçoados, porque a mim me roubais, vós, a nação toda." (Malaquias 3,9).